# Piero Forcella
Piero Forcella (1924 – Roma, 22 dicembre 2008) è stato un giornalista italiano.

## Biografia
Laureato in fisica, all'inizio degli anni sessanta entrò alla RAI come giornalista, lavorando per il telegiornale del Programma Nazionale. Nel corso della sua carriera si è occupato di tematiche scientifiche e in particolare di imprese spaziali. Ha curato un programma a puntate sull'esplorazione spaziale per il Dipartimento Scuola Educazione della RAI. Insieme ai colleghi Tito Stagno e Andrea Barbato e al professor Enrico Medi ha partecipato negli studi RAI di Roma alla storica trasmissione in diretta sullo sbarco sulla Luna, andata in onda il 20 luglio 1969. In seguito ha continuato ad occuparsi di spazio seguendo i primi voli dello Space Shuttle e l'incontro della Missione Giotto con la cometa di Halley. Concluso il suo lavoro alla RAI, ha continuato a lavorare come giornalista scientifico per Aeritalia e per l'Istituto Nazionale di Fisica Nucleare.
Piero Forcella ha fatto parte dell'UGIS (Unione Giornalisti Scientifici Italiani) e nel 2004 ha ricevuto il Premio Voltolino per la divulgazione scientifica.